# Clan Hokke
Le  clan Hokke (藤原北家), clan japonais fondé par Fujiwara no Fusasaki, est une branche cadette du clan Fujiwara.
Fusasaki a trois frères : Muchimaro, Maro et Umakai. Tous les quatre sont connus pour avoir fondé les « quatre maisons » des Fujiwara.
Le clan Hokke est parfois appelé en français « la maison du Nord », signification de ce terme.

## Source de la traduction
- (en) Cet article est partiellement ou en totalité issu de l’article de Wikipédia en anglais intitulé « Hokke (Fujiwara) » (voir la liste des auteurs).